# Nooit meer slapen (Yellow Claw)
Nooit meer slapen is de derde single van de Nederlandse groep Yellow Claw, in samenwerking met Ronnie Flex, MocroManiac en Jebroer. Voor Yellow Claw was dit de opvolger van hun single Krokobil. Het nummer werd op 5 oktober 2012 als muziekdownload uitgebracht. Opvallend is vooral de basskick die je aan het eind hoort. Het is ook een van de weinige keren dat er een brostepnummer in de Nederlandse top 40 kwam. De remix kwam uit op 14 februari en was in samenwerking met Kid de Blits en Bokoesam.

## Clip
De videoclip werd geregisseerd door Jeroen Houben. De clip is een vervolg op een eerdere Yellow Claw-clip getiteld Allermooiste Feestje. Daarin was te zien hoe een meisje levend werd begraven door Bizzey. In Nooit Meer Slapen komt het meisje terug om wraak op Yellow Claw te nemen. Met haar vriendinnen overvalt ze een wapenhandelaar en begeeft ze zich zwaarbewapend naar een Yellow Claw-feest, in club Bitterzoet. Daar wordt de groep met machinegeweren van het podium geschoten.

## Hitnoteringen

### Nederlandse Top 40
| Hitnotering: 27-10-2012 t/m 17-11-2012 | Hitnotering: 27-10-2012 t/m 17-11-2012 | Hitnotering: 27-10-2012 t/m 17-11-2012 | Hitnotering: 27-10-2012 t/m 17-11-2012 | Hitnotering: 27-10-2012 t/m 17-11-2012 | Hitnotering: 27-10-2012 t/m 17-11-2012 |
| Week:                                  | 1                                      | 2                                      | 3                                      | 4                                      |                                        |
| -------------------------------------- | -------------------------------------- | -------------------------------------- | -------------------------------------- | -------------------------------------- | -------------------------------------- |
| Positie:                               | 39                                     | 38                                     | 38                                     | 39                                     | uit                                    |

### NederlandseSingle Top 100
| Positie: | 31 | 34 | 47 | 40 | 48 | 53 | 64 | 92 | 93 | Uit |